# 8-го Марта
8-го Марта — упразднённый в 2013 году хутор в Ахтубинском районе Астраханской области. Входил в состав муниципального образования «Посёлок Нижний Баскунчак».

## География
Хутор находился на левом берегу реки Волги, к югу от озера Баскунчак и остановочного пункта железной дороги Мартовский.

## История
Упразднён опустевший хутор 26 июля 2013 года согласно Закону Астраханской области № 38/2013-ОЗ

## Население
| 2002 | 2010 |
| ---- | ---- |
| 7    | ↘0   |

Национальный и гендерный состав
По данным Всероссийской переписи, в 2010 году численность населения хутора составляла 0 человек. Согласно результатам переписи 2002 года, численность населения хутора составляла 4 человека, а в национальной структуре населения казахи составляли 75 %.

## Транспорт
Хутор располагался у линии Верхний Баскунчак — Астрахань Приволжской железной дороги, вблизи разъезда Мартовский, в 12 км от станции Верхний Баскунчак.